# 프록터 앤드 갬블

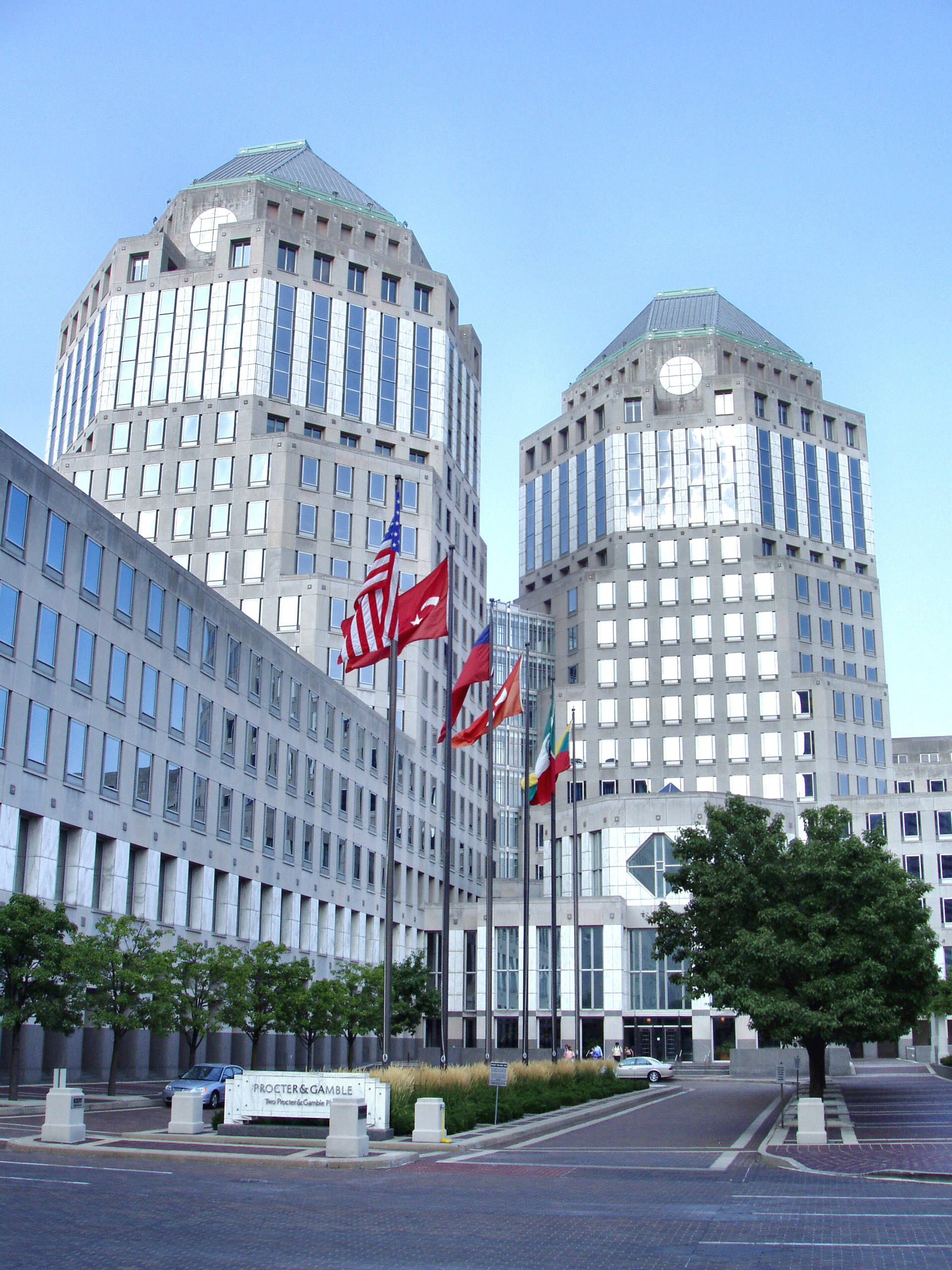
신시내티 본사

P&G 이전 로고

더 프록터 앤드 갬블 컴퍼니(영어: The Procter & Gamble Company)은 미국의 다국적 기업이다. 비누, 샴푸, 칫솔, 기저귀 등 다양한 종류의 소비재를 제조 판매한다. 줄여서 P&G라고 부른다. 대한민국 지사는 1989년에 서통과 합작진출하다가 1993년에 설립된 한국P&G이다. 한국에서는 페브리즈, 다우니 라인업 이외에는 전반적으로 부진하여 IMF 사태 이후 쌍용제지를 인수하여 떠안아갔지만 결국 구제불능이 되어 2005년, 2007년에 각각 분할 매각하였다.

## 연혁
- 1837년: 미국 오하이오주 신시내티에서 설립, 양초와 비누 제품 생산, 판매
- 1897년: 아이보리 비누 출시
- 1915년: 캐나다 공장 준공
- 1931년: 브랜드 매니지먼트 시스템 도입
- 1933년: 세계 최초의 합성 세제 Dreft 개발, 출시
- 1934년: 세계 최초의 세제류 샴푸 Dren출시
- 1935년: 필리핀 공장 준공, 극동 지역 마케팅 개시
- 1954년: 유럽 시장 진출
- 1954년: 종이제품 사업 진출
- 1961년: 세계 최초의 종이기저귀 팸퍼스(Pampers)출시
- 1973년: 일본 진출
- 1978년: 의약용품 생산 개시
- 1980년: 매출액 100억불 달성
- 1983년: 여성 생리용품 위스퍼(Whisper)와 올웨이즈(Always) 출시
- 1989년: Noxwell사 인수로 미용 및 화장품 사업 진출
- 1989년: 대한민국에 서통그룹과 합작진출 및 설립 (서통피앤지)
- 1992년: 세계 환경 보존 기구로부터 세계 기업 환경 보호 부문 금메달 수상, 세계 여성 생리용품 시장 매출 1위 달성
- 1992년: 서통그룹과 미국 P&G사 700억 단독투자로 서통피앤지 천안공장 착공
- 1992년: 대한민국에 서통그룹과 분류 및 프록터 앤드 갬블 한국 법인의 한국피앤지제조로 회사명 변경.
- 1993년: 한국 법인의 회사명을 한국피앤지제조를 한국피앤지산업으로 변경.
- 1993년: 매출액 300억불 달성, 팬틴 세계 샴푸 시장 매출 1위 달성
- 1994년: 한국피앤지 천안공장 준공
- 1994년: 여성용 샴푸브랜드 팬틴PRO-V가 스위스 비타민연구소(Swiss Vitamin Institute) 테스트 인증
- 1994년: 미국 정부로부터 고용평등실천 우수 기업으로 'Opportunity Now Award 2000' 수상
- 1995년: 한국 법인의 회사명을 한국피앤지산업을 한국피앤지로 변경.
- 1997년~1998년: Fortune지 선정 세계에서 존경 받는 100대 기업(비누 및 화장품 부문)
- 1998년: Organization 2005 계획 발표
- 1999년~2000년: Fortune지 선정 세계 500대 기업, 파이낸셜 타임즈 선정 세계에서 존경 받는 50기업
- 2001년: 코카콜라와 주스 및 스낵 합작회사 설립 발표
- 2001년: 프록터 앤드 갬블 한국 법인의 한국피앤지판매를 유한회사체제로 변경
- 2002년: Fortune지 선정 가장 일하기 좋은 100대 기업에 선정(97위), 세계에서 가장 존경받는 기업 100대 기업 (비누 화장품 부문 1위), 포춘 500대 기업 (생활용품 부문 1위), 소수민족이 일하기 좋은 50대 기업 (20위), 미국 일하는 여성들의 모임이 선정한 여성이 가장 일하기 좋은 직장 (26위)
- 2003년: 독일에 헤어용품 전문기업인 웰라그룹 인수
- 2005년: 독일에 가전제품 전문기업인 브라운 인수
- 2005년: 미국에 면도기 전문기업인 질레트 인수
- 2010년: 국제 올림픽 위원회와 후원계약체결
- 2012년: 스낵 브랜드 프링글스 미국 시리얼 제조사 Kellogg 사에 매각
- 2018년: 생리대 브랜드 위스퍼 대한민국에 판매중단(연말까지)
- 2020년: WHO와 함께 코로나19 대응을 위한 온라인 콘서트 개시(2020년 4월 18일)

## 역사
회사의 창업자는 윌리엄 프록터(William Procter)와 제임스 갬블(James Gamble)이다. 프록터는 양초 제조업자였고, 제임스 갬블은 비누 제조업자였다. 1837년 프록터 앤드 갬블이라는 회사를 창업하였다. 각각 영국, 아일랜드 이민자이며, 동서지간이었다.
사실, 양초와 비누를 만드는 데에는 비슷한 재료가 쓰인다. 그 까닭에 1837년 미국 대공황 시기에 접어들면서 그 둘의 불화가 심해졌다. 그들의 장인이었던 알렉산더 노리스(Alexander Norris)가 사위 둘을 불러 모아 놓고서는 서로 동업하도록 그들을 설득하였다. 1837년 10월 31일 그들은 이 제의를 받아들였다. 이에 그들은 프록터 & 갬블(Procter & Gamble)이라는 회사를 창립하였다.
19세기 들어서, 회사는 번창하였다. 1859년 매출액은 100만 달러를 넘어섰다. 이 시기, 프록터 & 갬블은 대략 80여 명의 종업원을 고용하고 있었다. P&G는 남북 전쟁 시기, 남부 연합군에 비누와 양초를 공급하는 계약을 따냈다. 군수 물자를 조달함으로써, 전쟁 중 회사의 순이익이 늘어났을 뿐만 아니라, 전국 각지에서 모여든 병사들로 하여금 P&G의 제품을 쓰게 할 수 있었다. 전쟁 후, 병사들은 고향으로 돌아가서도 계속 P&G의 제품을 구매하여 사용하였다.
1880년대, 프록터 & 갬블은 신상품을 내놓았다. 비누인데, 가벼워서 물 위에 떴다. 회사는 이 제품을 아이보리(Ivory)라고 이름지었다. 이후 수십 년간 계속, 회사는 성장을 거듭하였다. 19세기말에는, 회사의 진보적인 업무 환경을 가지고 유명세를 탔다. 윌리엄 프록터의 손자인 윌리엄 아넷 프록터(Willaim Arnett Procter)는 1887년 회사의 노동자들을 위해 이익 배분(Profit sharing, PS) 제도를 만들었다. 윌리엄 아넷 프록터는 종업원들에게도 회사의 결실을 나누어 줌으로써, 종업원들의 파업을 좀 더 막을 수 있지 않을까 하는 생각이었다.
그러면서 점차, 회사는 양초보다는 비누에 좀 더 집중해나갔다. 1890년대에는 약 30 여 종의 비누를 제조하였다. 대부분의 가정에 전기가 들어가게 되자, 양초를 쓸 일이 점차 없어졌다. 창업 때부터 만들어 오던 양초는 생산량이 점점 줄어갔다. 결국, P&G는 1920년에 양초 제조를 중지하였다.
20세기 초, 프록터 & 갬블은 성장을 계속해 나갔다. P&G는 해외에도 공장을 세우기 시작하였다. 신시내티에 있는 공장들만 가지고는 생산량이 늘어나는 수요를 감당할 수 없었기 때문이었다. 회사의 경영진들은 생산하는 제품을 다양화하였다. 1911년에는 동물성 기름이 아닌 식물성 기름으로 만든 쇼트닝인 크리스코를 제조하기 시작하였다. 1900년대 초반, 프록터 & 갬블 회사 내 연구소들이 유명했었는데, 여기서 연구원들은 신상품들을 연구/개발해나갔다. 회사 경영진들은 또한 시장 조사라는 당시에는 생소했던 분야를 개척해 나갔다. 시장 조사를 통해서 소비자들의 필요(need)와 제품의 매력(product appeal)을 연구하였다. 1920년대에서 1930년대에 걸쳐, 라디오가 유행하였다. 이에 회사는 꽤 많은 수의 라디오 프로그램을 협찬하였다. 그 결과 이러한 종류의 라디오 쇼에는 "솝 오페라"(soap opera, 비누 오페라)라는 별명이 붙었다.
1979년에는 '릴레이'(Rely)라는 이름의 탐폰을 출시했다. 이 탐폰 샘플을 대량으로 배포하여 단기간에 시장점유율 24%를 차지했다. 그러나 1980년, '릴레이' 탐폰에 있던 화학섬유 물질이 그 제품을 쓴 여성들의 몸에 들어가 미국에서 36명의 여성이 독성쇼크증후군에 걸려 사망하였고 이에 프록터&갬블은 탐폰을 출시한 지 1년도 안 돼 시장에서 철수하였다.
1983년에는 흡수력이 뛰어난 생리대 '올웨이즈'(Always)를 출시하였다. 후에 생리대 패드 중심에서 양쪽으로 보호대가 뻗어 나와 속옷 둘레에 접혀져 안쪽으로 고정되도록 한 올웨이즈 제품을 만들었으며 당시 그 보호대는 '날개'라는 별칭이 붙여졌다.
그리고 1986년, 프록터&갬블은 날개 달린 생리대 올웨이즈를 출시하여 캐나다, 사우디아라비아, 프랑스 등의 시장에서 1위를 하였다. 아시아 국가에서는 '위스퍼'라는 브랜드명으로 출시되었다. 1989년에는 한국 시장에 진출했다.
2012년 2월 15일, 프록터 앤드 갬블에서는 스낵 브랜드인 프링글스를 켈로그에 매각했다.
2015년에는 건전지 제조사인 듀라셀을 버크셔 해서웨이에 매각했다.

## 윤리 경영
프록터 앤드 갬블에는 "뉴욕 타임즈 룰(New York Times Rule)"이라는 것이 있다. 자신이 오늘 한 일이 내일 아침 뉴욕 타임즈 1면에 나오더라도 부끄럼이 없어야 한다는 지침이다. 이 예로, 프록터 앤드 갬블은 서부 아프리카의 한 국가에서 통관 시 돈을 요구하는 세관 공무원에게 뇌물을 주지 않고 대신 합법적인 절차를 통하여 문제를 해결하는 동안 공장운영을 4개월 중단 한 바 있다.

## 브랜드
- 브라운
- 위스퍼
- 아이보리
- 오랄비
- 질레트
- 팬틴
- 팸퍼스
- 페브리즈
- 헤드앤숄더
- SK-II
- 다우니
- 허벌에센스